# Isidorus (cratère)
Isidorus est un cratère lunaire situé sur la face visible de la Lune. Il se trouve au nord de la Mare Nectaris, dans une région accidentée avec de nombreux petits cratères d'impact. Le cratère Capella est juste à l'est du cratère Isidorus et au nord-ouest du cratère Gaudibert. Le cratère est fortement érodé et des craquelets sont visibles sur le bord nord. L'intérieur est rugueux et un cratère "A" se trouve vers l'ouest du centre du cratère.
En 1935, l'Union astronomique internationale a donné le nom du cartographe Isidore de Séville, à ce cratère lunaire.
Par convention, les cratères satellites sont identifiés sur les cartes lunaires en plaçant la lettre sur le côté du point central du cratère qui est le plus proche de Isidorus.
| Isidorus | Latitude | Longitude | Diamètre |
| -------- | -------- | --------- | -------- |
| A        | 8.0° S   | 33.2° E   | 10 km    |
| B        | 4.5° S   | 33.0° E   | 30 km    |
| C        | 4.8° S   | 31.7° E   | 9 km     |
| D        | 4.2° S   | 34.1° E   | 15 km    |
| E        | 5.3° S   | 32.6° E   | 15 km    |
| F        | 8.7° S   | 34.2° E   | 20 km    |
| G        | 6.4° S   | 31.6° E   | 7 km     |
| H        | 3.9° S   | 32.6° E   | 7 km     |
| K        | 8.9° S   | 33.3° E   | 7 km     |
| U        | 7.9° S   | 31.5° E   | 6 km     |
| V        | 8.9° S   | 30.8° E   | 4 km     |
| W        | 9.4° S   | 32.3° E   | 4 km     |